# Rozgrywający (piłka ręczna)
Rozgrywający – jedna z pozycji w piłce ręcznej. Na pozycje lewego, prawego i środkowego rozgrywającego są zazwyczaj wybierani wysocy zawodnicy, którzy potrafią rzucić z drugiej linii (8-11 metr). Jak mówi sama nazwa zadaniem rozgrywających jest rozgrywanie, czyli podawanie między sobą piłki w celu sprowokowania obrony rywala do próby przechwytu piłki. Mogą oni spróbować dograć piłkę do obrotowego, skrzydłowego, lub spróbować wbiec na 6 metr i oddać rzut. Najważniejszy z rozgrywających jest środkowy, ponieważ to on kieruje całą akcją.

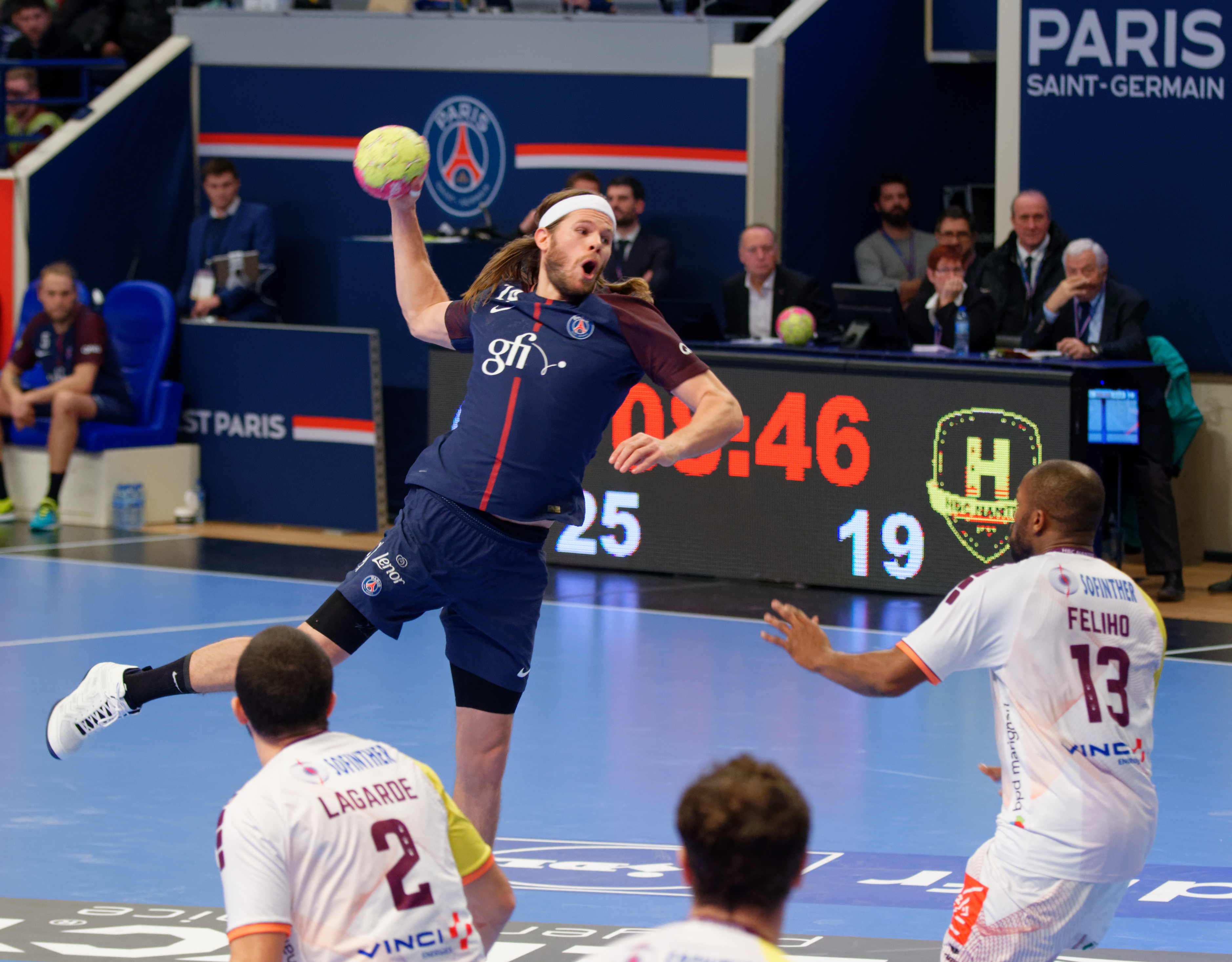
Mikkel Hansen